# Сычёвка
Сычёвка — город (с 1776) в России, административный центр Сычёвского района Смоленской области. Образует Сычёвское городское поселение.
Численность населения — 7469 чел. (2024).
Железнодорожная станция на линии Вязьма — Ржев.

## Географическое расположение
Город расположен на северо-востоке Смоленской области между реками Вазуза (приток Волги) и Лосьмина (впадает в Вазузу к северу от города), в 234 км от Смоленска.
Местность холмистая, изрезанная оврагами. Центр города доминирует над районами, прилегающими к реке.

## История
Территория нынешнего Сычёвского района упоминается в Повести временных лет как «Волковский лес», относящийся к Смоленскому княжеству и удельному княжеству Фоминскому. Этимология для наименований леса и реки позволяет рассмотреть гипотезу о раннем наименовании истока реки Волга и Волковского леса — как наименования одного и того же места. Слова «волок», наименования места для сухопутного транспорта «перевалы», «вал» и тому подобные, легко относимые к местности, включаемой в путь «из варяг в греки», в большей степени объясняют этимологию слова «волк», нежели факт обитания животного волк в лесистой местности данного района Восточной Европы.
Первое упоминание наименования поселения Сычёвка датируется,по одним источникам 1488 годом, а по другим 1473.
Статус города Сычёвка обрела по указу Екатерины II в 1776 году.
В 1775—1928 годах — центр Сычёвского уезда.
В 1916 году в Сычёвке (по другим источникам в селе Никольское, а затем в Вязьме) земским врачом работал М. А. Булгаков.

### Годы Великой Отечественной войны

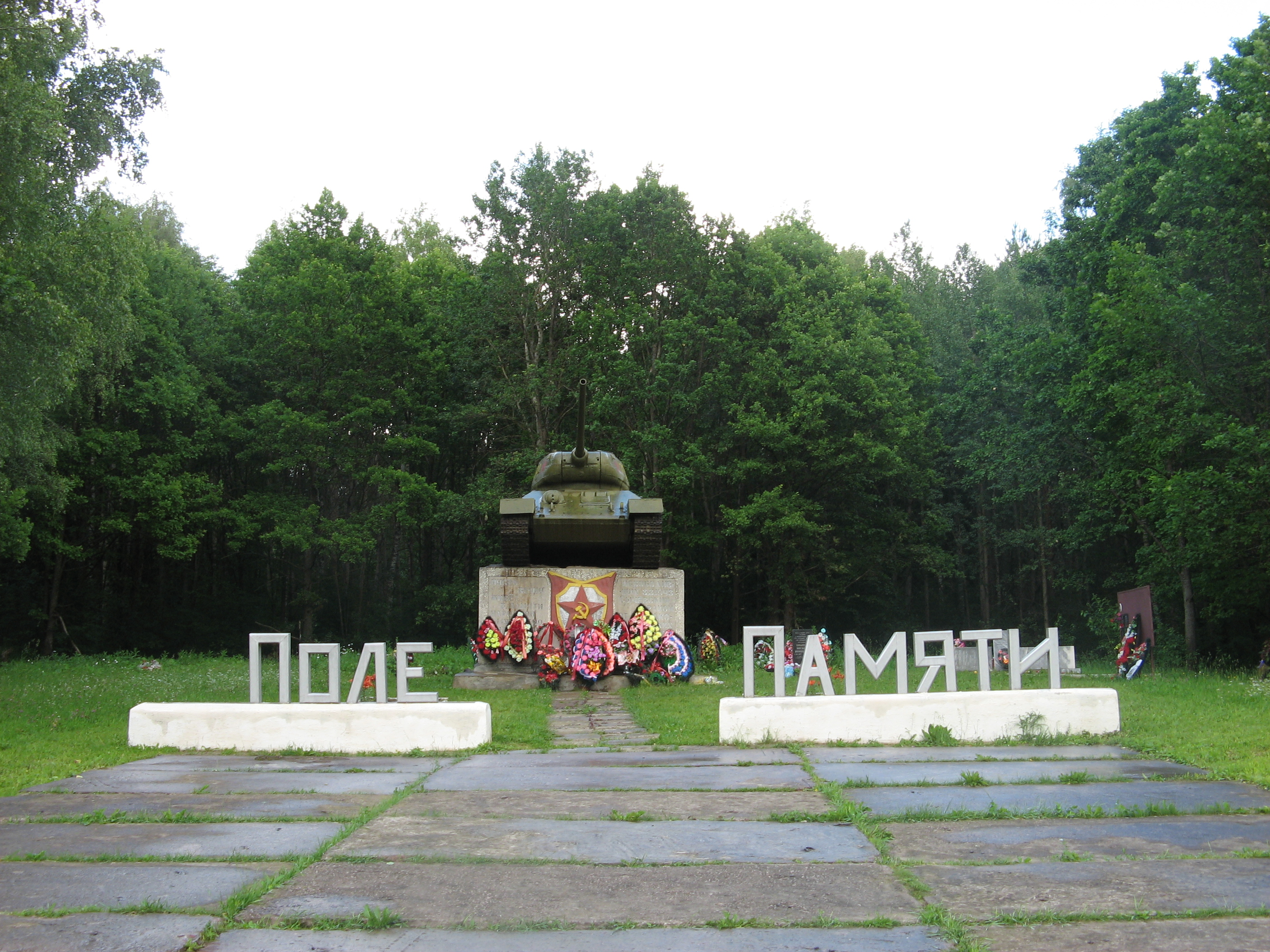
Поле памяти

10 октября 1941 года город был захвачен частями 3-й танковой группы Георга Райнхардта.
8 марта 1943 года войсками Западного Фронта в ходе Ржевско-Вяземской операции город был полностью освобождён силами 31-й армии.
На южном въезде в город находится Поле памяти — памятник советским воинам, участвовавшим в освобождении Сычёвского района от немецких войск.

### Послевоенный период
В 1956 году в Сычёвке в здании бывшего тюремного замка, построенного в 1833 году, была создана психиатрическая больница специального типа. Эта психиатрическая больница с интенсивным наблюдением для признанных судами невменяемыми лиц, которым назначено принудительное лечение, существует до настоящего времени, по-факту являясь градообразующим учреждением Сычёвки.

## Культура
- Дом культуры на ул. Пушкина
- Центральная районная библиотека (ЦРБ)
- Районная детская библиотека
- Сычёвский краеведческий музей

## Экономика
- электродный завод (закрыт в 2014 году, вновь открыт в 2021 году)
- АО «Полиграф»
- леспромхоз (в настоящее время упразднён)
- молочный завод (закрыт в 2014 году)
- мясокомбинат (закрыт в 2008 году)
- хлебокомбинат
- нефтебаза (закрыта в 2013 году)

В районе Сычёвки находился наиболее известный государственный племенной рассадник коров симментальской породы в СССР.

## Транспорт
Город расположен в 2 километрах к западу от автодороги Р132 «Золотое кольцо». Расстояние по автомобильной дороге до города Вязьма составляет 70 км, до города Зубцов — 50 км (от главного въезда в город, с юга).
Железнодорожная станция на линии Вязьма — Ржев. По состоянию на 2019 год по пятницам и воскресеньям на станции останавливаются пригородные поезда Вязьма — Ржев (09:38) и Ржев — Вязьма (17:10), в остальные дни недели эти поезда следуют от Вязьмы только до Сычёвки. Кроме того, на станции делает двухминутную остановку скорый поезд Смоленск — Санкт-Петербург.
Автобусное сообщение до Москвы, Санкт-Петербурга, Смоленска, Твери, Вязьмы, Гагарина, Зубцова, Ржева, пригородные перевозки.
По состоянию на 2011 год развита сеть маршрутных такси.

## Население
| 1856  | 1897  | 1913  | 1931  | 1939  | 1959  | 1970  | 1976  | 1979  | 1989  | 1992  | 1996  | 1998  | 2000  | 2001  |
| ----- | ----- | ----- | ----- | ----- | ----- | ----- | ----- | ----- | ----- | ----- | ----- | ----- | ----- | ----- |
| 3500  | ↗4800 | ↗8300 | ↘6600 | ↗8428 | ↘6705 | ↗8193 | ↗8200 | ↗8426 | ↗9643 | ↘9300 | ↘9000 | ↘8800 | ↘8500 | ↘8400 |
| 2002  | 2003  | 2005  | 2006  | 2007  | 2008  | 2009  | 2010  | 2011  | 2012  | 2013  | 2014  | 2015  | 2016  | 2017  |
| ↗8683 | ↗8700 | ↘8300 | ↘8100 | ↘8000 | ↘7800 | ↘7638 | ↘7500 | ↗8100 | ↘7925 | ↘7787 | ↗8212 | ↗8246 | ↗8266 | ↘8228 |
| 2018  | 2019  | 2020  | 2021  | 2024  |       |       |       |       |       |       |       |       |       |       |
| ↘8220 | ↗8269 | ↗8339 | ↘7544 | ↘7469 |       |       |       |       |       |       |       |       |       |       |

На 1 января 2025 года по численности населения город находился на 1006-м месте из 1124 городов Российской Федерации.
Национальный состав
По итогам переписи населения 2020 года проживали следующие национальности (национальности менее 0,1 % и другое, см. в сноске к строке «Другие»):
| Национальность | Численность, чел. | Доля     |
| -------------- | ----------------- | -------- |
| Русские        | 7192              | 95,33 %  |
| Украинцы       | 25                | 0,33 %   |
| Грузины        | 19                | 0,25 %   |
| Молдаване      | 17                | 0,23 %   |
| Таджики        | 10                | 0,13 %   |
| Татары         | 9                 | 0,12 %   |
| Белорусы       | 8                 | 0,11 %   |
| Другие         | 264               | 3,50 %   |
| Итого          | 7544              | 100,00 % |

## Известные жители и уроженцы Сычёвки и Сычёвского района
- Авдусин, Даниил Антонович (1918—1994) — советский и российский археолог, доктор исторических наук, профессор кафедры археологии исторического факультета МГУ (с 1971 г.).
- Богданов, Юрий Станиславович (1920—1987) — советский математик, доктор физико-математических наук (1966), профессор (1968). Первый заведующий кафедрой общей математики на математическом факультете Белорусского государственного университета.
- Казаков, Николай Федотович (1906—1984) — советский учёный в области сварочных процессов, металлургии и технологии металлов. Изобретатель. Доктор технических наук (1963). Заслуженный деятель науки и техники РСФСР. Лауреат Ленинской премии в области науки и техники (1984). Почётный гражданин г. Сычёвка (1983).
- Корбутов, Иван Иванович (1935—2013) — советский военный деятель, генерал-полковник (29.04.1988). Командующий Северной группой войск (1987—1989), народный депутат СССР.
- Кузубов, Юрий Александрович (р. 1990) — украинский шахматист, гроссмейстер (2005). Чемпион Украины 2014 года.
- Малаховский, Владислав Степанович (1929—2022) — доктор физико-математических наук, профессор, Заслуженный деятель науки Российской Федерации.
- Михайлов, Алексей Дмитриевич (1902—1938) — советский партийный деятель, 2-й секретарь Черниговского обкома КП(б)У. Кандидат в члены ЦК КП(б)У в июне — августе 1937 г. Член ЦК КП(б)У в августе 1937 — апреле 1938 г. Депутат Верховного Совета СССР 1-го созыва. Входил в состав особой тройки НКВД СССР.
- Сорокин, Владимир Викторович (1905 — после 1964) — советский российский кларнетист, артист Большого симфонического оркестра Всесоюзного радио и Центрального телевидения, дипломант Всесоюзного конкурса, Заслуженный артист РСФСР (1961).
- Сущенко, Евгений Алексеевич (1912—2004) — российский тромбонист и композитор, солист Государственного симфонического оркестра СССР, заслуженный артист РСФСР.
- Круглов, Аркадий Константинович (1926-1998)- советский физик, специалист по реакторному производству радионуклидов Круглов, Аркадий Константинович

## Фотогалерея

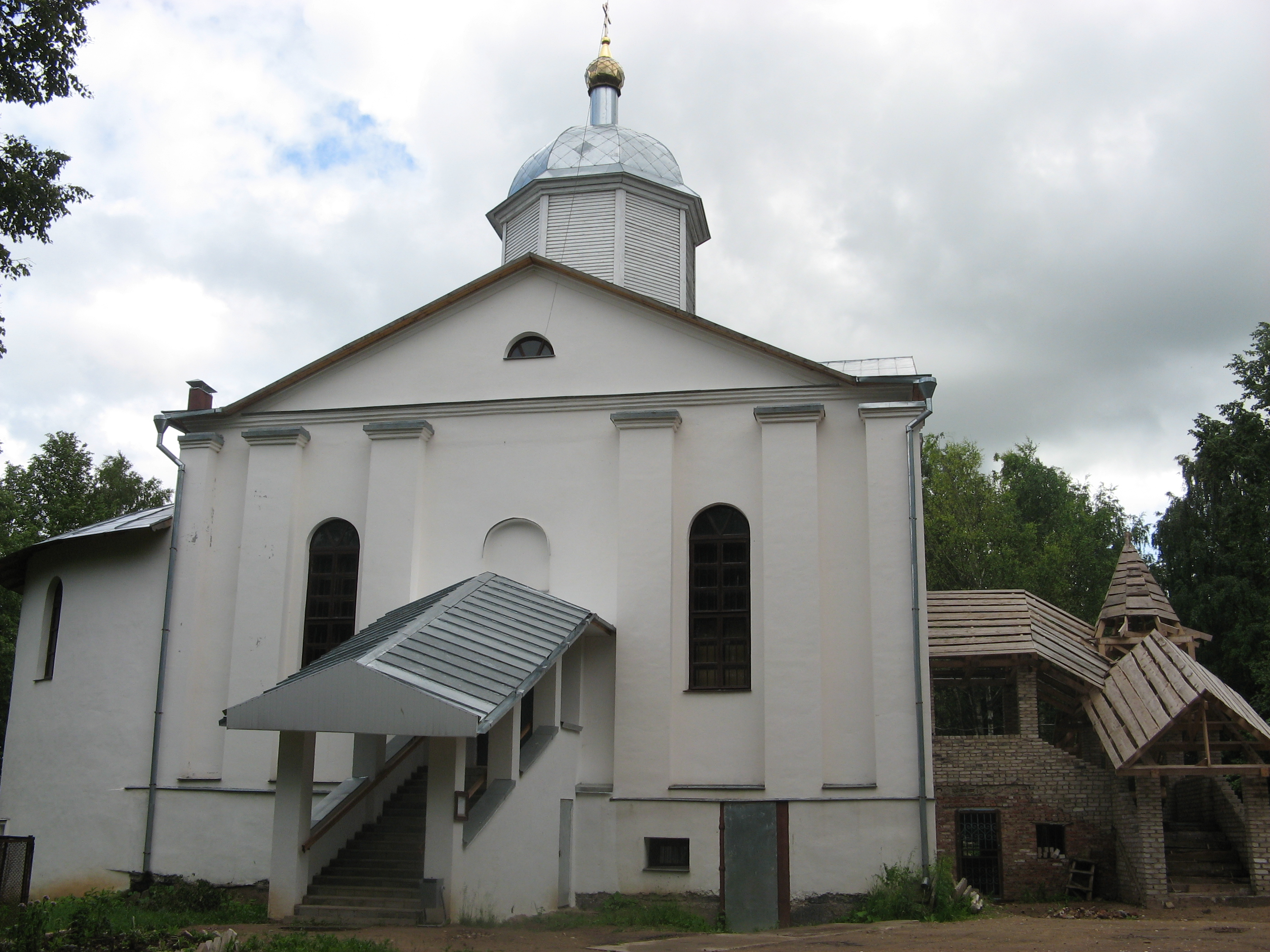
Церковь Благовещения
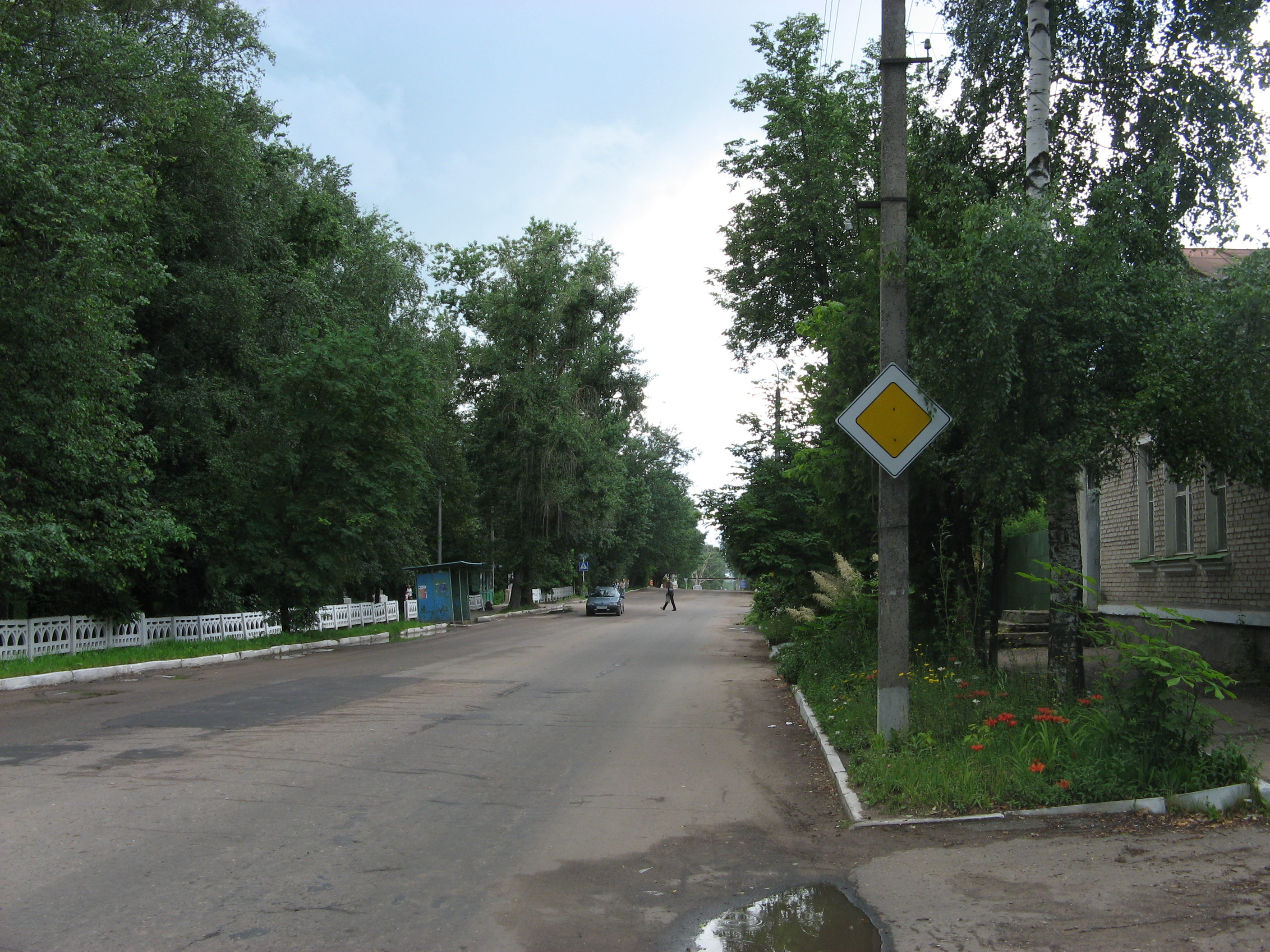
Улица Пушкина
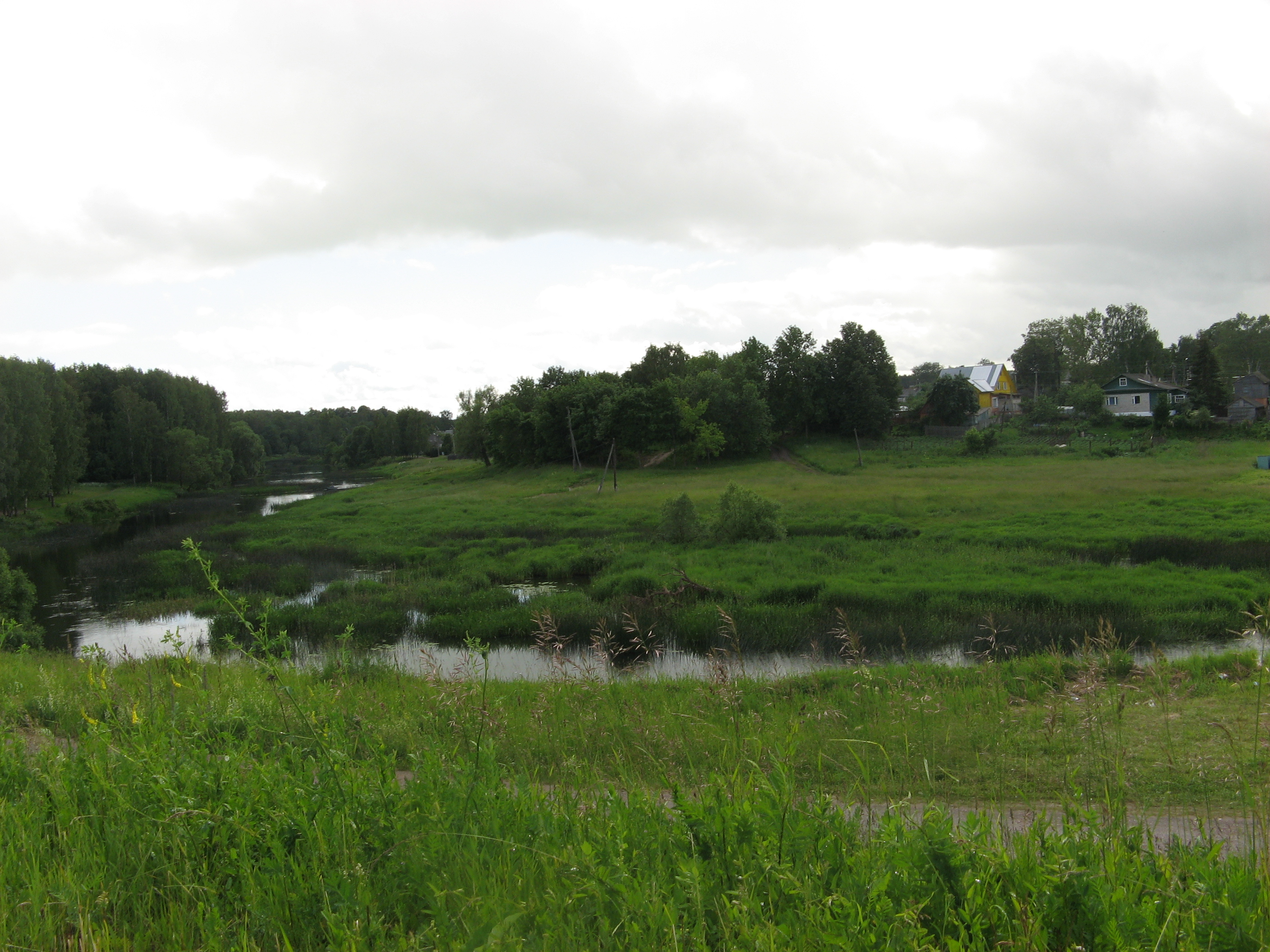
Вазуза в Сычёвке
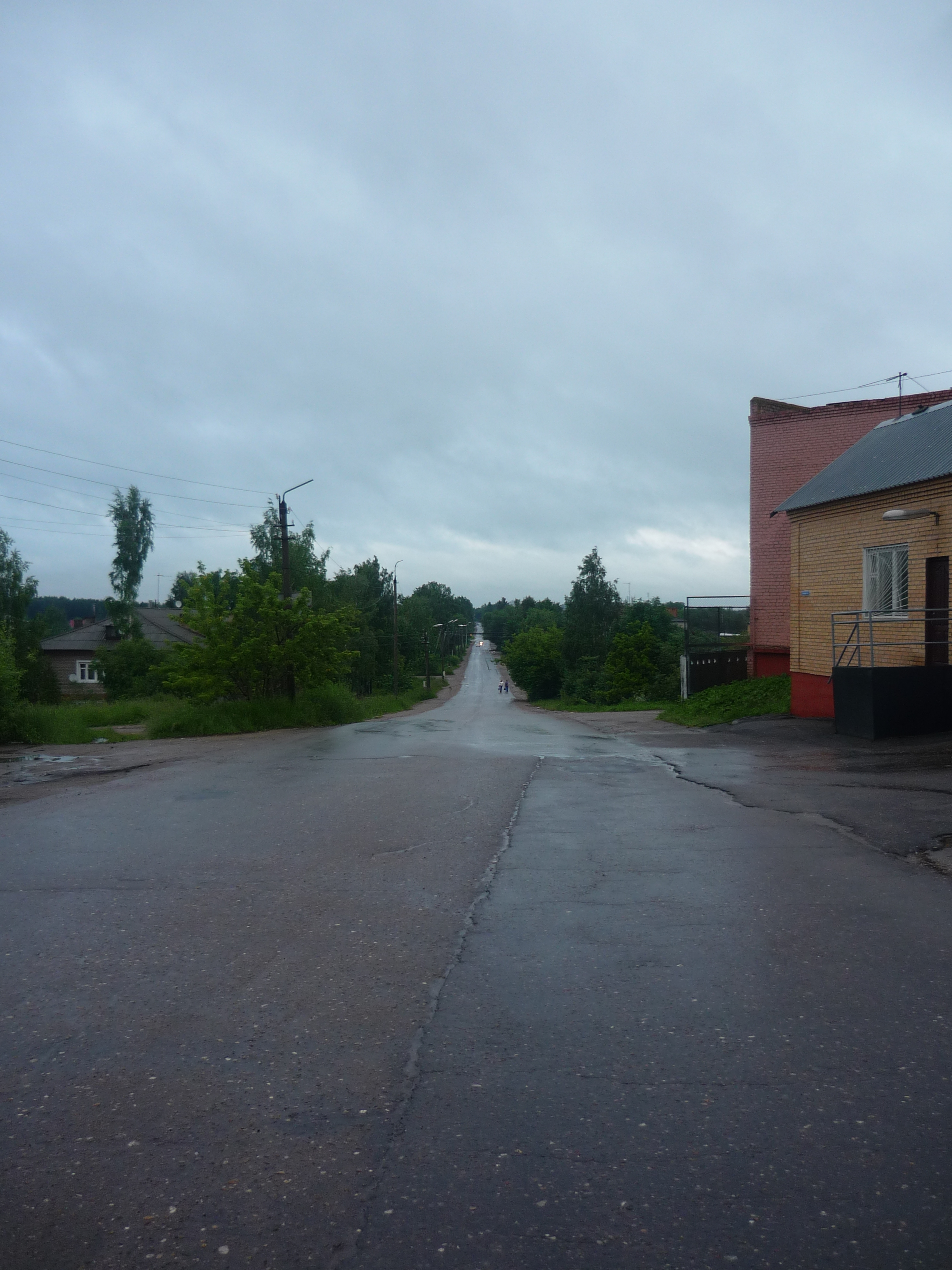
Станционное шоссе
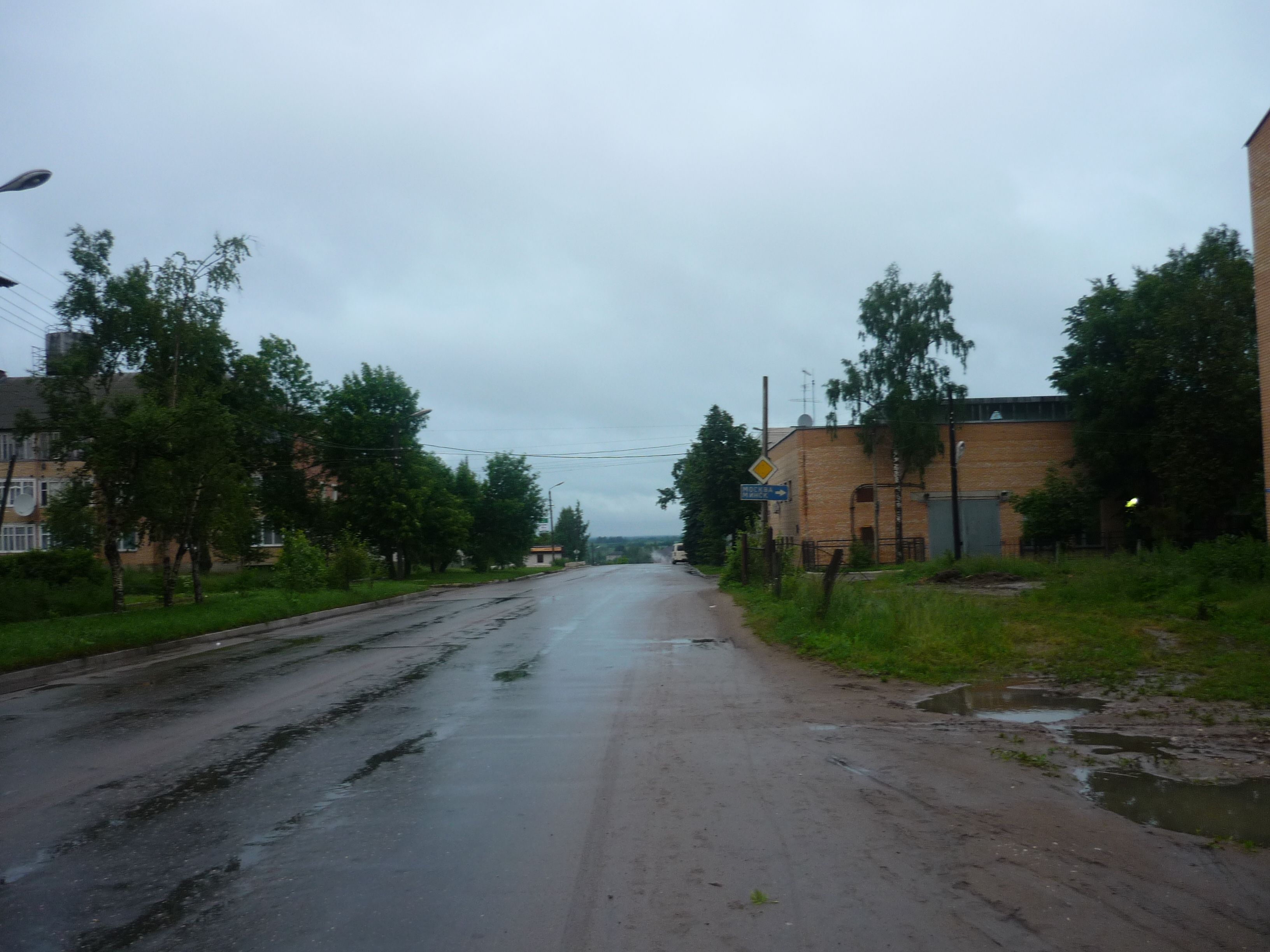
Большая Пролетарская улица
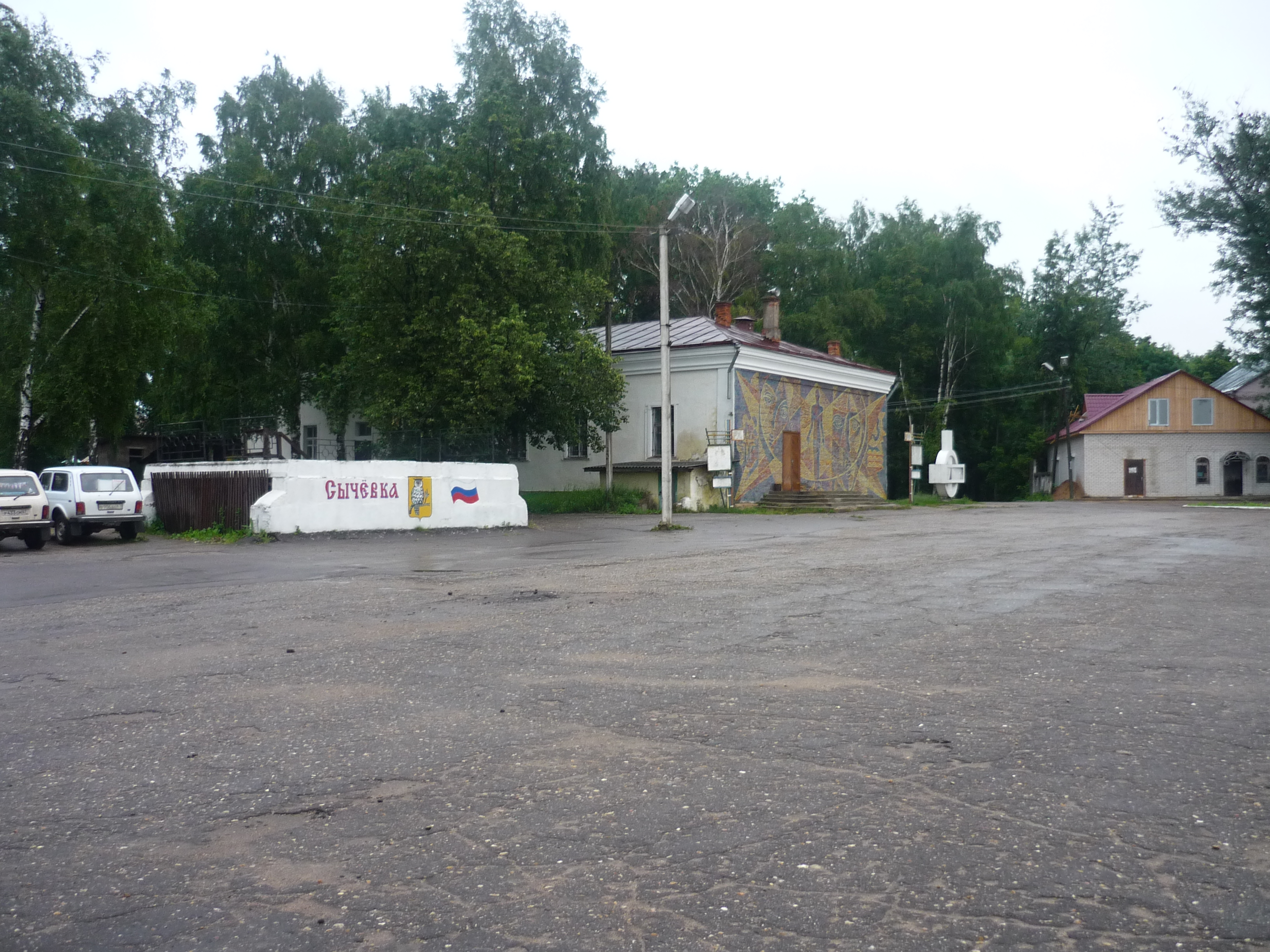
Кинотеатр